# Nicaragua en los Juegos Olímpicos de Londres 2012
Nicaragua participó en los Juegos Olímpicos de Londres 2012 con una delegación de  seis atletas que compitieron en cuatro disciplinas deportivas. Era la undécima asistencia de Nicaragua a  la justa olímpica. El boxeador Osmar Bravo fue el abanderado en la ceremonia de apertura.

## Participantes por deporte
| No. | Deporte      | Hombres | Mujeres | TOTAL |
| --- | ------------ | ------- | ------- | ----- |
| 1   | Atletismo    | 1       | 1       | 2     |
| 2   | Boxeo        | 1       | 0       | 1     |
| 3   | Halterofilia | 0       | 1       | 1     |
| 4   | Natación     | 1       | 1       | 2     |
|     | Total        | 3       | 3       | 6     |

## Resumen de resultados
| Deporte      | Atleta          | Evento           | Resultado                                                                                     |
| ------------ | --------------- | ---------------- | --------------------------------------------------------------------------------------------- |
| Atletismo    | Edgard Cortés   | 800 m            | Ronda preliminar: 7º lugar en heat eliminatorio y 51.º en la clasificación general (1:58,99). |
| Atletismo    | Ingrid Narváez  | 400 m            | Ronda preliminar: 6º lugar en heat eliminatorio y 42ª en la clasificación general (59,55 s).  |
| Boxeo        | Osmar Bravo     | 81 kg            | Vencido en ronda de 16.                                                                       |
| Halterofilia | Lucía Castañeda | 63 kg            | 9º lugar en la clasificación general (total 176 kg).                                          |
| Natación     | Omar Núñez      | 100 m libre m    | Ronda preliminar: 7º lugar en heat eliminatorio y 51.º en la clasificación general (57,11 s). |
| Natación     | Dalia Torres    | 100 m mariposa F | Ronda preliminar: 7º lugar en heat eliminatorio y 39.ª en la clasificación general (1:05,42). |